# Kalāteh-ye Ḩasan Reẕā'ī
Kalāteh-ye Ḩasan Reẕā'ī (persiska: کلاته دهنه چاه, Dahaneh-ye Chāh, Kalāteh-ye Dahaneh-ye Chāh, کلاته حسن رضایی, دهنه چاه) är en ort i Iran.   Den ligger i provinsen Khorasan, i den östra delen av landet, 900 km öster om huvudstaden Teheran. Kalāteh-ye Ḩasan Reẕā'ī ligger 2 209 meter över havet och antalet invånare är 101.
Terrängen runt Kalāteh-ye Ḩasan Reẕā'ī är kuperad.Runt Kalāteh-ye Ḩasan Reẕā'ī är det glesbefolkat, med 12 invånare per kvadratkilometer. Närmaste större samhälle är Sarbīsheh, 19,0 km söder om Kalāteh-ye Ḩasan Reẕā'ī. Trakten runt Kalāteh-ye Ḩasan Reẕā'ī är ofruktbar med lite eller ingen växtlighet.